# Ханум, Тамара Артёмовна
Тама́ра Хану́м (узб. Tamaraxonim / Тамарахоним, арм. Թամարա Խանում; настоящее имя — Тама́ра Артёмовна Петрося́н(арм. Թամարա Արտեմի Պետրոսյան), 29 марта 1906, Новый Маргелан, Ферганская область — 30 июня 1991, Ташкент) — советская, узбекская танцовщица, певица, актриса, хореограф. Народная артистка СССР (1956). Лауреат Сталинской премии второй степени (1941).

## Биография
Родилась 16 (29) марта 1906 года в Новом Маргелане (ныне — Фергана, Узбекистан) (по другим источникам — в посёлке железнодорожной станции Горчаково Маргиланского горсовета)). По национальности армянка.
С 1919 года выступала в составе агитбригады под руководством Хамзы Хаким-заде Ниязи.
В 1921—1922 годах — актриса Ташкентского русского театра оперы и балета им. Я. Свердлова.
В 1922 году поступила на учёбу в Ташкентскую балетную труппу и стала танцевать в полупрофессиональных концертных группах, которыми руководили первые узбекские артисты Ятым Бабаджанов, Абрар Хидоятов и Али Ибрагимов.
В 1924 году окончила Центральный техникум театрального искусства (ЦЕТЕТИС) (ныне — ГИТИС) в Москве.
В 1924—1928 годах — солистка концертной труппы Мухитдина Кари-Якубова (с 1926 — концертно-этнографический ансамбль, с 1928 — музыкально-экспериментальный ансамбль).
В 1925—1929 годах выступала в музыкально-драматических театрах Самарканда, Коканда, Андижана, где играла роли Ширин («Фархад и Ширин» Хуршида), Гульчехры («Аршин мал алан» У. Гаджибекова), Халимы («Халима» Г. Зафари).
В 1929—1934 годах работала в Самаркандском музыкально-драматическом театре (с 1931 — в Ташкенте, реорганизован в Узбекский музыкально-драматический театр).
Участвовала в становлении национального балетного театра. В 1929—1934 годах — солистка и одна из организаторов Узбекского музыкально-драматического театра в Самарканде (с 1931 — в Ташкенте), созданного на базе музыкально-экспериментального ансамбля (с 1939 — Государственный узбекский театр оперы и балета, ныне — Большой театр имени Алишера Навои). Возглавляла танцевальную труппу в театре.
В 1933 году участвовала в организации балетной студии при Узбекском музыкально-драматическом театре (позже — Узбекская республиканская балетная школа, с 1947 — Узбекское хореографическое училище, ныне — Ташкентская государственная высшая школа национального танца и хореографии).
В 1934—1935 годах — одна из организаторов, балетмейстер, танцовщица и педагог-репетитор Хорезмского областного музыкально-драматического театра (ныне — имени Агахи) в Ургенче.
В 1934 году играла роль Индры в балете «Ференджи» Бориса Яновского.
С 1936 по 1941 год — солистка и хореограф Узбекской филармонии и Государственного узбекского театра оперы и балета.
Сорок пять дней пела, танцевала и работала как строитель на Большом Ферганском канале. Будучи уже далеко не молодым человеком, выезжала на строительство Братской ГЭС в Иркутскую область.
В 1941—1969 годах — организатор, художественный руководитель, балетмейстер и солистка музыкального ансамбля Узбекской филармонии.
Артистическую деятельность совмещала с большой агитационной работой, принимала активное участие в движении за раскрепощение женщин-мусульманок.
В годы войны активно участвовала во фронтовых бригадах, дала более 1000 концертов, внесла в фонд обороны присужденную ей Сталинскую премию, передала средства на строительство самолётов и танков. В 1944 года выступала с концертами перед трудмобилизованными среднеазиатскими рабочими в Челябинской и Молотовской областях.
Член ВКП(б) с 1941 года. Депутат Верховного Совета Узбекской ССР с 1937 и с 1948 года.
Умерла 30 июня 1991 года в Ташкенте. Похоронена на Чигатайском кладбище.

### Творчество
Тамара Ханум — реформатор исполнительского стиля узбекского женского танца, изучала песенный и танцевальный фольклор народов мира, создала жанр песенно-танцевальной миниатюры. В её программах «Песни и танцы народов СССР» и «Песни и танцы народов мира» более 500 песен на 86 языках, хореографические композиции, танцы многих народов мира.
Исполнительское искусство отличалось особой выразительностью мимики и жеста («поющие руки»). Среди танцев — узбекские (катаугон, кари наво, кешауюн, пиля), хорезмская сюита (дил хроук, садр и др.). Участвовала в создании либретто первого узбекского балета «Гуландом» Е. Г. Брусиловского. Исполняла танцы в собственной постановке.
Гастролировала за рубежом: Франция (1925), Англия (1935), Польша (1948), КНР (1953), Норвегия (1953), Индонезия (1957), Чехословакия (1959), Германия, Иран, Италия, Турция, Индия, Монголия, Пакистан и др.
В числе первых демонстрировала узбекское искусство за рубежом на Всемирной выставке декоративного искусства (Париж, 1925). Участница 1-го Всемирного фестиваля народного танца (Лондон, 1935).

### Семья
- Первый муж — Мухитдин Кари-Якубов (1896—1957), театральный деятель, певец (баритон). Народный артист Узбекской ССР (1936)[6].
  - Дочь — Ванцетта, театральный художник, была замужем за Таиром Салаховым (1928—2021). Народный художник СССР (1973).
- Второй муж — Пулат Рахимов, композитор.
  - Дочь — Лола
    - Пятеро внуков и семеро правнуков. Одна из внучек — художница Айдан Салахова.

## Награды и звания
- Народная артистка Узбекской ССР (1932)
- Народная артистка СССР (28.05.1956[14])
- Сталинская премия второй степени (15.03.1941) — за высокое мастерство исполнения узбекских танцев[15]
- Орден Ленина (26.03.1976[16])
- Орден Отечественной войны 2-й степени (1985)
- Пять орденов Трудового Красного Знамени (31.05.1937[17], 16.01.1950[18], 06.12.1951[19] 18.03.1959[20], 17.02.1967[21])
- Орден «Знак Почёта» (1939)
- Орден «За выдающиеся заслуги» (Узбекистан) (22.08.2001 — посмертно[22])
- Медаль «За трудовое отличие»
- Медаль «В ознаменование 100-летия со дня рождения Владимира Ильича Ленина»
- Медаль «За оборону Кавказа» (1943)
- Медаль «За победу над Германией в Великой Отечественной войне 1941—1945 гг.» (1945)
- Медаль «Двадцать лет победы в Великой Отечественной войне 1941—1945 гг.»
- Медаль «Тридцать лет победы в Великой Отечественной войне 1941—1945 гг.»
- Медаль «Сорок лет победы в Великой Отечественной войне 1941—1945 гг.»
- Медаль «За доблестный труд в Великой Отечественной войне 1941—1945 гг.» (1946)
- Медаль «Ветеран труда»
- Медаль «50 лет Вооружённых Сил СССР»
- Медаль «60 лет Вооружённых Сил СССР»
- Медаль «70 лет Вооружённых Сил СССР»
- Медаль Всемирного фестиваля народного танца в Лондоне (1935, вместе с Уста Камиловым)[23]
- В 1943 году Тамаре Ханум, первой советской актрисе, присвоили воинское звание капитана Советской Армии[24]. В приказе говорится «За исключительную большую работу среди личного состава войск. Показав своё мастерство и высокое искусство, Тамара Ханум сумела поднять боевой дух и воодушевить бойцов и командиров».

## Фильмография
- 1962 — Песни Тамары (документальный) — главная роль
- 1964 — Поёт Тамара Ханум (документальный)

## Отзывы о Тамаре Ханум
- Перед поездкой во Францию первых советских артистов в 1926 году нарком Анатолий Луначарский назвал Тамару Ханум «первой восточной ласточкой».

Мы очень любим Вас. И наша любовь рождена теми индийскими танцами, которые родились в Индии и исполнены Вами. С тех пор Вы — наша.Радж Капур
Вы — дочь всех тех народов, песни которых поёте.Т. Комар, польский литературовед
Тамара Ханум — путеводная звезда Востока.Майя Плисецкая
Тамара — редкое явление в нашем искусстве, и в искусстве вообщеЮнус Раджаби

## Память
- В 1986 году в Ташкенте, в доме Тамары Ханум ещё при её жизни открылась постоянно действующая выставка костюмов актрисы, а в 1994 году открыт Мемориальный музей Тамары Ханум.
- 29 марта 2006 года в Узбекистане торжественно отмечали 100-летие Тамары Ханум.